# Aareschlucht
Aareschlucht är en ravin i Schweiz. Den ligger i kantonen Bern, i den centrala delen av landet, 60 km öster om huvudstaden Bern.